# Erbaluce di Caluso passito
L'Erbaluce di Caluso passito est un vin italien à base de raisins passerilé de la région Piémont doté d'une appellation DOC depuis le 16 juillet 1974. Seuls ont droit à la DOC les vins blancs récoltés à l'intérieur de l'aire de production définie par le décret. Les vignobles autorisés se situent en province de Turin, province de Verceil et en province de Biella dans les communes de Caluso, Agliè, Azeglio, Bairo, Barone Canavese, Bollengo, Borgomasino, Burolo, Candia Canavese, Caravino, Cossano Canavese, Cuceglio, Ivrée, Maglione, Mazzè, Mercenasco, Montalenghe, Orio Canavese, Romano Canavese, Palazzo Canavese, Parella, Perosa Canavese, Piverone, Scarmagno, Settimo Rottaro, San Giorgio Canavese, San Martino Canavese, Strambino, Vestignè, Vialfrè, Villareggia, Vische, Moncrivello, Roppolo, Viverone et Zimone.
Les vignobles se situent sur des croupes des nombreuses moraines  proche d’Ivrée dans la région du Canavais (Canavese en Italie).
Avec les raisins d’erbaluce soumis à une période de passerillage qui doit durer jusqu’au 1er février de l'année suivant la vendange, on obtient un vin de paille dit passito. Le vin doit vieillir au moins 4 ans en fût et bouteille avant d’être commercialisé.
Voir aussi les appellations Erbaluce di Caluso, Erbaluce di Caluso passito liquoroso et Erbaluce di Caluso spumante.

## Caractéristiques organoleptiques
- couleur: du jaune or à l’ambré foncé
- odeur: délicat, caractéristique
- saveur: doux, harmonieux, plein, velouté

L'Erbaluce di Caluso passito se déguste à une temperature de 8 à 10 °C. À boire jeune mais se conserve bien pendant au moins 10 ans.

## Production
Province, saison, volume en hectolitres :
- Biella  (1995/96)  0,56
- Biella  (1996/97)  6,15
- Torino  (1990/91)  128,85
- Torino  (1991/92)  145,11
- Torino  (1992/93)  115,01
- Torino  (1993/94)  141,82
- Torino  (1994/95)  122,1
- Torino  (1995/96)  33,05
- Torino  (1996/97)  124,95
- Vercelli  (1993/94)  1,05